# 北留萌消防組合
北留萌消防組合（きたるもいしょうぼうくみあい、英語：Kita Rumoi Fire Department ）は、消防の事務を共同処理するために地方自治法の規定により組織された一部事務組合で、消防組織法の規定により設けられた北海道留萌地方中北部および宗谷地方の一部を管轄する消防機関（消防本部）である。

## 管轄区域
- 苫前郡
  - 羽幌町、苫前町、初山別村 ‐（留萌振興局管内）
- 天塩郡
  - 遠別町、天塩町 ‐（留萌振興局管内）
  - 幌延町 ‐（宗谷総合振興局管内）

## 沿革
- 1973年（昭和48年）4月：北留萌消防組合を組織

## 組織
- 組合議会（12人）‐議長‐副議長
- 管理者（羽幌町長／本部所在町村長）
  - 副管理者（羽幌町副町長／本部所在副町村長）
  - 会計管理者（羽幌町会計管理者／本部所在町村会計管理者）
- 消防審議会
- 監査委員（2人）

- 消防本部（羽幌町）
- 消防長
  - 総務課
  - 消防課
  - 消防署（羽幌町）
    - 庶務課
    - 予防課
    - 警防課
    - 天売分遣所
    - 焼尻分遣所

  - 苫前支署
  - 古丹別支署
  - 初山別支署
  - 遠別支署
  - 天塩支署
    - 雄信内分遣所

  - 幌延支署
    - 問寒別分遣所

## 消防車両
「消防ポンプ自動車等配置状況」参照
- 水槽付消防ポンプ自動車：12
- 消防ポンプ自動車：9
- 化学消防ポンプ車：1
- 救助工作車：1
- 小型動力ポンプ積載車：14
- 高規格救急自動車：5
- 救急自動車：1
- 指令広報車：8
- 大型水槽車：8
- その他車両：6
- 非常用車両：2

## 消防署
| 消防署・支署名 | 所在地                        | 分遣所および所在地                                                              |
| -------------- | ----------------------------- | ------------------------------------------------------------------------------- |
| 消防署         | 苫前郡羽幌町南5条4丁目6番地   | 天売：苫前郡羽幌町大字天売字和浦95番地 焼尻：苫前郡羽幌町大字焼尻字東浜285番地5 |
| 苫前支署       | 苫前郡苫前町字旭37番地1       |                                                                                 |
| 古丹別支署     | 苫前郡苫前町字古丹別254番地   |                                                                                 |
| 初山別支署     | 苫前郡初山別村字初山別103番地 |                                                                                 |
| 遠別支署       | 天塩郡遠別町字本町4丁目45番地 |                                                                                 |
| 天塩支署       | 天塩郡天塩町海岸通5丁目50番地 | 雄信内：天塩郡天塩町字オヌプナイ400番地7                                        |
| 幌延支署       | 天塩郡幌延町宮園町10番地1     | 問寒別：幌延町字問寒別135番地6                                                  |